# Shen Yun Performing Arts
Shen Yun Performing Arts, früher als Divine Performing Arts bekannt, ist ein Ensemble für Darstellende Kunst und Unterhaltung mit Sitz in New York, das klassischen chinesischen Tanz, Volkstanz, Instrumentalstücke und Gesang bietet. Das Unternehmen ist eine wichtige Einnahmequelle von Falun-Gong.

## Geschichte
Zu Beginn trug die Show die Namen Chinese Spectacular, Holiday Wonders, Chinese New Year Splendor und Divine Performing Arts. 

## Repertoire
Bis zum Jahr 2010 gab es jährlich eine neue Produktion, die aus klassischem chinesischem Tanz, Volkstanz, Instrumentalstücken und Operngesang bestand. Mittels der Aufführungen sollen die Lehren von Falun Gong und ihres Gründers Li Hongzhi einem breiteren Publikum bekannt gemacht werden.

## Bewerbung und Veranstalter
Die Aufführungen von Shen Yun werden von den lokalen Falun-Dafa-Vereinen veranstaltet und vermarktet. Dies wird auch von Praktizierenden unterstützt, die der spirituellen Praxis Falun Gong angehören. Howard Pousner von accessAtlanta.com wies 2012 darauf hin, dass bei der Werbung in den ersten Jahren nicht immer auf die teilweise spirituell orientierten Themen des Programms hingewiesen wurde. Im Oktober 2012 trat das Shen Yun Symphony Orchestra in der Carnegie Hall in New York auf. Laut einem Artikel auf parisetudiant.com aus dem Jahr 2014 fanden Shen-Yun-Aufführungen in weiteren führenden Theatern statt, wie in der Londoner Royal Festival Hall, im London Coliseum, im Kennedy Center in Washington D.C. und im Palais des congrès de Paris. Ebenfalls 2014 wurde Shen Yun in der Kulturspalte der Stuttgarter Zeitung erwähnt.
In der Zeitung Epoch Times, die von Falun-Gong-Anhängern herausgegeben wird, wurden von 2009 bis Dezember 2024 mehr als 17.000 Artikel über Shen Yun veröffentlicht. Shen Yun Performing Arts ist eine wichtige Einnahmequelle für Falun Gong.

## Einflussnahme der Kommunistischen Partei Chinas
2010 reiste das Ensemble für seine geplanten Auftritte im Theater in Chisinau nach Moldawien. Die Vorstellungen waren kurzfristig abgesetzt worden, dem Ensemble und den Zuschauern wurde der Zutritt verweigert. 2012 erhielt Norbert Bolinger, der Direktor des Kongresshauses in Zürich, in dessen Stiftungsrat auch die Stadt Zürich sitzt, den Besuch eines Mitarbeiters des chinesischen Konsulats, der ihn aufforderte, auf die Show zu verzichten, doch Bolinger lehnte ab. Im gleichen Jahr warnte die chinesische Botschaft in Washington, D.C., das amerikanische Volk vor Shen Yun. 2015 sollen in Chicago angeblich die Brems- und Gaspedale eines Lastwagens, auf dem Shen-Yun-Werbung zu sehen war, mit „ätzenden Chemikalien“ begossen worden sein. Shen Yun berichtete, dass chinesische Spione ihre Bewegungen fotografieren und mobile Anrufe abhören würden. Darüber hinaus kam es zu verdächtigen Einbrüchen, bei denen nur Pässe und Laptops entwendet wurden. Shen Yun berichtete, dass 2016, vor ihren Shows im Tennessee Performing Arts Center in Nashville, die Autoreifen der Show-Moderatoren zerschnitten wurden. 2017 und 2018 wurde berichtet, dass weitere Versuche, die Show zu verhindern, auch von Theatern und Kommunalverwaltungen in Ecuador, Dänemark, Irland und Schweden gemeldet worden waren. The Guardian schreibt, dass es leicht sei, Shen Yun als „bunte Kuriosität“ abzutun, „aber Falun-Gong-Praktizierende gehören zu den offensten Gegnern der Regierung von Peking“, weshalb Shen Yuns Tanzshow zur „Sorge der chinesischen Regierung geworden“ sein soll, zu einem „der Schlachtfelder, auf denen der Kampf um die Herzen und Köpfe von Westlern und Übersee-Chinesen gewonnen wird“. 2018 veröffentlicht Der Landbote, dass sich der chinesische Botschafter in der Schweiz, Geng Wenbing, an den Winterthurer Stadtpräsidenten Michael Künzle wandte, damit dieser die Darbietungen untersage. Zuvor sei Geng bereits in Zürich vorstellig gewesen.
Am 22. Januar 2019 berichtete ABC cultural, dass der Direktor des Königlichen Theaters in Madrid die Aufführung von drei Shen-Yun-Shows (am 31. Januar und 1. Februar 2019) mit der Begründung abgesagt hatte, es hätten sich unüberwindbare technische Schwierigkeiten ergeben. ABC vermutete, dass hier wieder Druck von Seiten der Kommunistischen Partei Chinas auf das Theater ausgeübt worden war.
Das Ausüben von Druck auf europäische Theater durch die Kommunistischen Partei Chinas und die „kulturelle Infiltration Pekings in Europa“ wurde am 7. März 2019 auf einer europäischen Konferenz von europäischen Parlamentariern aufgegriffen. Untersuchungen hatten ergeben, dass Peking viele europäische Theater – einschließlich der besten Veranstaltungsorte – unter Druck gesetzt hat, um Shen Yun nicht auftreten zu lassen, da einige der Stücke das zeitgenössische China zeigen, darunter die seit 1999 anhaltende Verfolgung der spirituellen Praxis Falun Gong. Henri Malosse, der 30. Präsident des Europäischen Wirtschafts- und Sozialausschusses, stimmte mit Puro Arte Humano, dem Veranstalter von Shen Yun in Spanien, darin überein, dass das Problem mit der Kommunistischen Partei Chinas darin liege, dass „sie sich im Schatten bewege, beeinflusse, unter Druck setze, aber niemand mitbekomme, dass sie das tut“.

## Kritiken
Gemischte Kritiken gab es im Februar 2008 von der New York Times zu Shen Yuns Darstellungen religiöser Inhalte und politischer Unterdrückung in China, da diese nicht in den Werbemaßnahmen aufgeführt wurden und so die Zuschauer überraschten. The Guardian schrieb 2008, dass „obwohl es in der Show einige authentische und unterhaltsame Stücke gab“, die Show letzten Endes „eine Art Protest gegen Chinas kommunistisches Regime war“. 2020 berichtete der San Francisco Chronicle, dass Shen Yun in seinem Programm weiterhin die Verfolgung von Falun Gong durch das kommunistische Regime darstelle.
Am 27. November 2024 reichte ein ehemaliges Mitglied auch im Namen weiterer mutmaßlich Geschädigter Klage gegen Shen Yun beim Bundesgericht in White Plains ein. In der Klageschrift wird der Tanzgruppe unter anderem vorgeworfen, jugendliche Tänzer erniedrigenden Disziplinierungsmaßnahmen ausgesetzt zu haben und ihnen im Falle einer Kündigung mit Gewalt gedroht zu haben.
Der Moderator Jan Böhmermann thematisierte in seiner Sendung ZDF Magazin Royale vom 14. Februar 2025 mit Verweis auf die politische Unterdrückung und damit einhergehenden Menschenrechtsverletzungen durch die chinesische Regierung die innerhalb Shen Yuns bestehenden Praktiken. So verwies er auf rassistische Inhalte der Texte und das Medium Epoch Times, das dem Gründer von Shen Yun gehört.